# Louise Bourgeois Boursier
Louise Bourgeois Boursier (1563-1636) fue una matrona francesa. Conocida como "La Boursier" por sus contemporáneos, fue la matrona de Enrique IV de Francia y su mujer María de Médici. A través de sus prodigiosas escrituras y métodos basados en el sentido común, ayudó a que creciera el campo de la obstetricia dentro del folclore científico de su época.

## Primeros años
Bourgeois nació en 1563 en una área rural justo en las afueras de París llamada Faubourg Saint-Germain. Nació en el seno de una familia adinerada, lo que permitió que aprendiera a leer y escribir. La familia vivía cerca del maestro de la cirugía Martin Boursier, quién durante años fue estudiante de Ambroise Pare.
Se casó con Martin Boursier en 1584 en la parroquia de Saint Sulpice. Escrituras antiguas de la parroquia dicen lo siguiente: The 30 December 1584, married Martin Boursier, barber-surgeon and Loyse Bourgeois. La pareja empezó a vivir en Faubourg Saint-Germain probablemente en el 1586 y seguramente en 1588.
El rey Enrique IV atacó París en 1589; Bourgeois tenía tres hijos en ese momento. Bourgeois huyó por detrás de las paredes de la ciudad de París con sus hijos para protegerlos, ya que su marido estaba combatiendo en el ejército en ese momento. Tuvo que abandonar la gran mayoría de sus posesiones ya que no había ninguna manera de llevarlas a través de las paredes de la ciudad.
Para empezar a obtener ingresos económicos Bourgeois empezó a trabajar de costurera, un empleo que tampoco le daba suficiente dinero para vivir. Su marido regresó, pero su estancia en el ejército no le dio suficiente dinero para mantener a la familia. Mientras Louise tuvo su último hijo, la mujer para la que trabajaba le aconsejó empezar con la profesión de comadrona. Es posible que Bourgeois aprendiera esta habilidad médica de su marido, en lugar de atender a la escuela para comadronas del Hôtel-Dieu de París.

## Carrera
Bourgeois obtuvo su diploma y licencia legal para ejercer de comadrona en 1598 cuando aprobó el examen de la profesión. El comité para licenciarse consistía en un físico, dos cirujanos y dos parteras. Después, se mudó al pueblo de Saint-André des Arts con su familia, y rápidamente empezó la práctica del oficio en el Barrio Latino. Se convirtió en una comadrona habilidosa, ganando una excelente reputación en su profesión.
Enrique IV se casó con María de Médici en 1600. Su primer hijo nació en 1601. El rey quiso darle el puesto de comadrona a Madame Depuis para ser la comadrona real. Sin embargo, de Médici escogió a Bourgeois, ya que esta había asistido partos con éxito de muchas chicas jóvenes de la Corte Real y tenía una gran reputación como partera. Entre 1601 y 1610, cuando Enrique IV fue asesinado, seis más nacieron del matrimonio entre Enrique y de Médici, todos asistidos por Bourgeois. Bourgeois recibió 500 libras (coronas) para cada hijo entregado y 300 libras por cada hija. Los ingresos medios para una matrona en esa época eran 50 libras por parto.

## Retiro
Bourgeois fue galardonada en 1608 con la suma de 6000 libras por sus servicios a la corona real como comadrona. Después del nacimiento de María Enriqueta, el último hijo, Bourgeois pidió una pensión de 600 libras al año. El rey Enrique IV aceptó pagarle 300 libras, una cantidad que era considerada una buena pensión para el retiro. 
En su retiro de jubilación escribió un gran tratado con contribuciones importantes hechas en el ámbito de la obstetricia. También escribió un libro de buenas prácticas de asistencia al parto en 1609, siendo la primera mujer en escribir sobre este tema. La última sección de este libro, titulado "Consejo a mi Hija," Bourgeois hace hincapié y opina sobre varios temas. En la última sección, aconseja a su hija "temer a Dios" y atender al pobre con caridad. También, critica a las mujeres de su época por preferir ser asistidas por hombres especializados en física en lugar de confiar en matronas. En el 1759, se amplió el contenido del libro gracias a la contribución de una de sus descendientes, Angelique le Boursier du Courdray, quien era también una matrona francesa real.
A pesar de que técnicamente se retiró como matrona real, Bourgeois siguió asistiendo partos. En 1627, ayudó a nacer al hijo de la duquesa de Orléans. Desafortunadamente, la duquesa murió de fiebre después del parto. Los hombres físicos de oficio, muchos de ellos enemistados con Bourgeois, escribieron el informe de la autopsia, y dijeron que una pieza de la placenta quedó en la matriz de la duquesa después del parto, dando a entender que Bourgeois se la había dejado allí y que, por tanto, ella era la culpable de la muerte de la duquesa. En respuesta a esto, Bourgeois escribió "La Disculpa de Louise Bourgeois," en la que cuestiona la validez de las opiniones anteriores, diciendo "Según vuestro informe [...], exponéis vuestra ignorancia sobre lo que el útero constituye para una mujer después del parto". En su 'disculpa', Bourgeois también destaca muchas de sus cualificaciones.
"He practicado mi profesión durante treinta y cuatro años, fielmente, diligentemente y honorablemente, y he adquirido no solo un buen certificado después de varios exámenes, si no que también he escrito libros y tratados en esta materia, los cuales han sido imprimidos y publicados en varias ediciones y han sido traducidos a lenguas extranjeras, trabajo que me han agradecido muchos físicos notables y también me han confesado lo útiles que serán para toda la humanidad."
Bourgeois se describe a sí misma en The first woman practicing my art to take up the pen. Fue la abuela Louis-Théandre Chartier de Lotbinière.

## Obras
- 1609 - Observaciones diversas sobre la esterilidad... ; Pérdida del embrión después dela fecundación, fecundidad y parto; Enfermedades de Mujeres y de los recién nacidos. Fue el primer libro sobre información práctica de obstetricia y el parto escrito por una mujer.[8] Pocos textos de este tipo existían en esa época. Su libro, el cual contiene referencias a más de 2000 partos, fue traducido a latín, alemán, holandés, e inglés y utilizado hasta los años 1700.[10][1]
- 1617 - Observaciones diversas sobre la esterilidad..., edición expandida con la teoría obstétrica desarrollada en 1609. También contiene una colección de Consejos a mi hija.
- 1626 - Observaciones diversas sobre la esterilidad..., edición expandida con agregados sobre tratamientos como dosis de hierro para tratar la anemia.
- 1634 - Colección de Secretos de Louise Bourgeois, llamada Boursier, con tratamientos como la versión de pie (girando la criatura alrededor en  algunas situaciones de manera segura para que puedan salir los pies primero), el cual este conocimiento fue ampliamente aceptado entre matronas europeas y los médicos.[1]